# Flor de la Mar
La Flor do Mar o Flor de la Mar (it. Fiore del mare), scritto Frol de la Mar in tutte le cronache portoghesi del XVI secolo, era un nau portoghese di 400 tonnellate che in nove anni partecipò a decisivi eventi nell'Oceano Indiano fino al suo affondamento nel novembre 1511. Il nobile Afonso de Albuquerque stava tornando dalla conquista di Malacca, portando con sé un grande tesoro per il re portoghese, quando la nave fu persa al largo della costa di Sumatra. Una replica della Flor do Mar è conservata nel Museo Marittimo di Malacca, in Malesia.

## Storia

### Carriera
La Flor do Mar fu costruita a Lisbona nel 1502, considerata una delle navi più belle dell'epoca. È stata costruita per la corsa portoghese dell'India. Con 400 tonnellate, era la più grande caracca mai costruita, quasi il doppio delle navi più grandi che erano andate in precedenti corse.
Fece il suo viaggio inaugurale dal Portogallo all'India quale parte della Quarta Armata d'India (Gama, 1502), sotto il comando del capitano Estevão da Gama, cugino dell'ammiraglio Vasco da Gama. Tuttavia, il suo viaggio di ritorno nel 1503 incontrò alcune complicazioni: una volta carica di spezie, le sue grandi dimensioni e il suo peso la rendevano difficile da manovrare, in particolare nelle veloci correnti del Canale del Mozambico, in particolare, intorno a Capo Correntes. Il testimone oculare Thomé Lopes riferisce delle sue perdite primaverili e di essere stato costretto a fermarsi per riparazioni sull'Isola di Mozambico per quasi due mesi. Arrivò in Portogallo alla fine del 1503.
La Flor do Mar ripartì per l'India nel marzo 1505 sotto il comando del capitano João da Nova, come parte della Settima Armata d'India (Almeida, 1505): 22 navi al comando dell'ammiraglio D. Francisco de Almeida, primo viceré portoghese d'India. Durante il viaggio di ritorno nel 1506, incontrò ancora una volta difficoltà nel Canale del Mozambico e fu costretta ad attraccare ancora una volta a Mozambico per lunghe riparazioni. Questa volta sarebbe rimasta bloccata nel canale per una decina di mesi! Nova tentò di portarla in mare ripetutamente ma la nave pesantemente carica continuava a incontrare problemi, costringendolo a tornare sull'isola, riparare e riprovare. La nave e il suo frustrato capitano erano ancora bloccati in Mozambico quando furono trovati nel febbraio 1507, quasi un anno dopo la loro partenza dall'India, dall'Ottava Armata d'India (Cunha, 1506). Cunha ordinò ai suoi equipaggi di aiutare a riparare la nave in condizioni di navigabilità, scaricare il carico di spezie della nave su un altro trasporto diretto in Portogallo (sotto il comando di António de Saldanha) e poi annettere la Flor do Mar vuota e il suo capitano nella sua India- armata legata. Non sarebbe mai tornata in Portogallo. La Flor do Mar e il suo capitano João da Nova parteciparono alla conquista di Socotra da parte di Cunha. In seguito, con sorpresa di Nova, Cunha le ordinò di rimanere nel Mar Arabico occidentale, integrata nello squadrone di pattuglia di Alfonso de Albuquerque . Nova e la nave parteciparono alla conquista guidata da Albuquerque delle città di Curiati (Kuryat), Muscat nel luglio 1507, Khor Fakkan, (accettando anche la sottomissione delle città di Kalhat e Sohar ) e Ormuz nello stesso anno. Due anni dopo in India, fu requisita per servire come nave ammiraglia di D. Francisco de Almeida nella battaglia di Diu (1509). João da Nova morì quello stesso anno a Cochin e Almeida, terminando il suo mandato di viceré, progettò di riportare Flor do Mar in Portogallo, prestando particolare attenzione a manutenerla. Il nuovo viceré, Afonso de Albuquerque, mantenne invece la nave in India ed assegnò ad Almeida un'altra nave da portare a casa. Agli ordini di Afonso de Albuquerque, la Flor do Mar partecipò alla conquista di Goa nel 1510 e alla conquista di Malacca nel 1511.

### Capacità

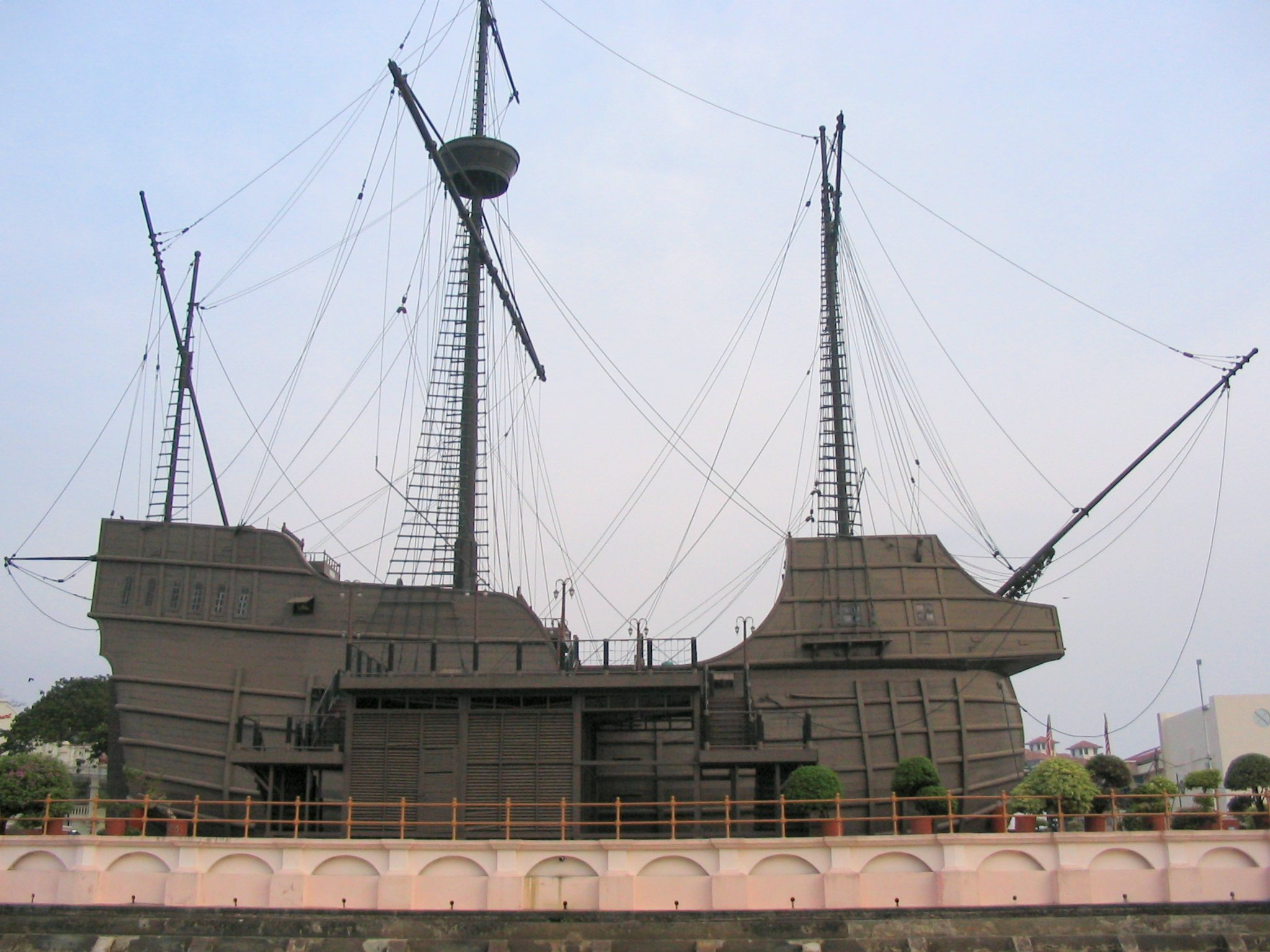
Una replica della Flor do Mar al Museo Marittimo di Malacca.

La longevità della Flor do Mar fu notevole. In un'epoca in cui le navi indiane venivano costruite solo per tre o quattro anni di utile servizio, Flor do Mar era una delle navi più longeve della rotta indiana . Tuttavia, il suo servizio come nave da carico lasciava molto a desiderare. Pericolosamente inadatta alla navigazione a pieno carico, ha completato solo una corsa completa in India, e non senza difficoltà. Tuttavia, molto è stato imparato dall'esperienza della nave. Sebbene diverse navi più grandi (600t, 900t, 1500t) sarebbe costruito occasionalmente, la nautica indiana media si aggirerebbe intorno alle 400-450t. Come tale, Flor do Mar può essere considerato il prototipo di quello che sarebbe diventato il tipico nau indiano del XVI secolo. L'esperienza della nave portò anche all'istituzionalizzazione della "rotta esterna", ovvero ai capitani delle grandi navi cariche di carichi pesanti fu ordinato di evitare di tornare attraverso il veloce Canale del Mozambico, ma piuttosto di navigare su una rotta più lunga ma più tranquilla a est del Madagascar.

### Naufragio
Nonostante sia già ritenuto insicuro, Flor do Mar servì a sostenere la conquista di Malacca, allora il più grande centro commerciale delle Indie Orientali. Data la sua grande capacità, Afonso de Albuquerque decise di utilizzare la nave per trasportare in Portogallo il vasto tesoro saccheggiato dal palazzo del Sultano di Malacca.
Quando Flor do Mar uscì da Malacca alla fine del 1511 e navigò lungo lo stato di Pasé, a nord-est di Sumatra, nello stretto di Malacca, fu sorpresa da una tempesta e naufragò su alcuni banchi, causando numerose vittime. La nave non sopravvisse alla tempesta e affondò durante la notte del 20 novembre 1511, al largo di Timia Point nel Regno di Aru, Sumatra.
Afonso de Albuquerque fu salvato nelle condizioni più difficili, utilizzando una zattera improvvisata, ma il carico andò irrimediabilmente perso. Persi anche più di 400 uomini a bordo. Flor de la Mar giace ancora da scoprire nei fondali marini.
I tentativi di localizzare e salvare il naufragio sono stati causa di polemiche. Portogallo, Indonesia e Malesia rivendicano tutti i diritti di salvataggio. Una replica di Flor do Mar è ospitata nel Museo Marittimo di Malacca.
Nel 2020, l'esploratore Rick Langrehr ha identificato una nuova area di ricerca a Diamond Point, nel nord di Sumatra. Riuscì a trovare una moneta Tanka d'argento in quel sito, ma è inconcludente riguardo al fatto che la moneta sia parte del tesoro perduto del Flor de la Mar. Sono stati pubblicati un articolo e un cortometraggio che documentano la spedizione di Rick Langrehr.

### Bibliografiche
1. ↑  (EN) Manguin PY, The Southeast Asian Ship: An Historical Approach, in Journal of Southeast Asian Studies, vol. 11, 1980,  pp. 266-276, DOI:10.1017/S002246340000446X, JSTOR 20070359.
2. 1 2   Nugroho ID, Majapahit Peradaban Maritim, Suluh Nuswantara Bakti, 2011,  p. 303, ISBN 9786029346008.
3. ↑  Albuquerque, Barros, Correia, Couto.
4. ↑  Barros, 3.17-18.
5. ↑  Barros, p. 333.
6. ↑  Diffie, Bailey W. and George D. Winius (1977).
7. ↑  Pires, Tomé, Armando Cortesão, Francisco Rodrigues (1990), The Suma oriental of Tome Pires, 1512-1515, Laurier Books Ltd. p. 146. ISBN 81-206-0535-7
8. ↑  Mohd.
9. ↑   oceantreasures.org,  http://www.oceantreasures.org/pages/content/famous-wrecks/richest-wreck-in-the-world-scam-or-legend-to-become-true.html. URL consultato il 5 novembre 2016.
10. ↑  "Nothing was saved except the crown and sword of gold and the ruby ring sent by the king of Siam to king D. Manuel.
11. ↑  (EN) oceantreasures.org,  http://www.oceantreasures.org/pages/content/famous-wrecks/richest-wreck-in-the-world-scam-or-legend-to-become-true.html. URL consultato il 12 ottobre 2020.
12. ↑  McNearney, Allison.

### Fonti
- (PT) João de Barros, Décadas da Ásia: Dos feitos, que os Portuguezes fizeram no descubrimento, e conquista, dos mares, e terras do Oriente, 1552-1559.

### Studi
- Dieter Dellinger, Texto publicado na REVISTA DE MARINHA em Abril de 1989
- Sérgio Luís de Carvalho, A flor de la mar: 1510 - 1515 com Albuquerque na Índia, Texto Ed., 1993,ISBN 972-47-0422-X
- Diffie, Bailey W. e George D. Winius (1977). Fondamenti dell'Impero portoghese, 1415-1580 . Minneapolis: University of Minnesota Press.ISBN 0-8166-0782-6.
- Albuquerque, Braz de (1774). Commentarios do grande Afonso Dalboquerque . Lisbona: Na Regia Officina Tipografica. Disponibile in inglese come The Commentaries of the Great Afonso Dalboquerque, secondo viceré dell'India . Laurier Books Ltd. /AES 2000.ISBN 978-81-206-1514-4